# 国事御用書記
国事御用書記（こくじごようしょき）は、日本における江戸幕末、文久2年5月11日（1862年6月8日）、朝廷に国事を議するために設けられた役職。国事御用書記掛ともいう。同年5月15日（6月12日）付の『維新史料要綱』（東京大学史料編纂所データベース）によれば、該当の公家は下記の通りである。なお、同年12月9日（1863年1月28日）付けにて国事御用掛の設置に伴い廃止される。
| 就任者 （名前の読み）                    | 年齢 （就任時・数え年） | 官位 （就任時）                      |
| ---------------------------------------- | ----------------------- | ------------------------------------ |
| 三条西季知 （さんじょう にしすえとも）   | 52歳                    | 正二位・権中納言                     |
| 徳大寺実則 （とくだいじ さねのり）       | 24歳                    | 従二位・権中納言                     |
| 六条有容 （ろくじょう ありおさ）         | 49歳                    | 従二位・参議・左近衛中将             |
| 藤波教忠 （ふじなみ のりただ）           | 40歳                    | 従二位・祭主・神祇大副               |
| 西洞院信堅 （にしのとういん のぶかた）   | 59歳                    | 正三位・左兵衛督                     |
| 石井行光 （いわい ゆきてる）             | 48歳                    | 正三位・非参議                       |
| 久我通久 （こが みちつね）               | 22歳                    | 正三位・右近衛中将                   |
| 阿野公誠 （あの きんみ）                 | 45歳                    | 正四位下・左近衛中将                 |
| 滋野井実在 （しげのい さねあり）         | 37歳                    | 正四位下?・左近衛権中将              |
| 梅渓通善 （うめたに みちたる）           | 42歳                    | 正四位下・右近衛権中将               |
| 東園基敬 （ひがしその もとゆき）         | 43歳                    | 正四位下・右近衛権中将               |
| 河鰭公述 （かわばた きんあきら）         | 44歳                    | 従四位上?・右近衛権少将              |
| 三条実美 （さんじょう さねとみ）         | 26歳                    | 正四位下・左近衛権中将               |
| 千種有文 （ちぐさ ありふみ）             | 47歳                    | 従四位下・左近衛権少将               |
| 岩倉具視 （いわくら ともみ）             | 38歳                    | 正四位下・左近衛権中将               |
| 東久世通禧 （ひがしくぜ みちとみ）       | 40歳                    | 正四位下・左近衛権少将               |
| 富小路敬直 （とみのこうじ ひろなお）     | 21歳                    | 従四位上・中務大輔                   |
| 梅渓通治 （うめたに みちとう）           | 33歳                    | 従四位下?・右近衛権少将?             |
| 橋本実梁 （はしもと さねやな）           | 29歳                    | 正四位下・侍従                       |
| 万里小路博房 （までのこうじ ひろふさ）   | 39歳                    | 正五位上・検非違使権右中弁右衛門権佐 |
| 四条隆謌 （しじょう たかうた）           | 35歳                    | 正五位下・無官                       |
| 勘解由小路資生 （かでのこうじ すけより） | 36歳                    | 正五位下・中務少輔                   |
| 錦小路頼徳 （にしきこうじ よりとみ）     | 28歳                    | 従四位下・右馬頭                     |
| 澤宣嘉 （さわ のぶよし）                 | 28歳                    | 正五位下・主水正                     |

※人名のふりがなの多くは、『平成新修旧華族家系大成』（霞会館発行）を参考。